# Nikodem Rachoń
Nikodem Rachoń (ur. 23 czerwca 1981 w Gdyni) – polski filozof, doktor nauk humanistycznych. W latach 2024–2025 podsekretarz stanu – zastępca szefa Biura Polityki Międzynarodowej w Kancelarii Prezydenta RP.

## Życiorys
Ukończył studia magisterskie z zakresu filozofii na Uniwersytecie Gdańskim (2006). Stopień naukowy doktora nauk humanistycznych w dyscyplinie filozofia uzyskał w 2014 na Uniwersytecie Marii Curie–Skłodowskiej w Lublinie na podstawie napisanej pod kierunkiem Piotra Przybysza dysertacji Estetyczny charakter filozofii naturalizmu empirycznego Johna Deweya. 
W latach 2007–2008 był akredytowanym asystentem europosła Krzysztofa Hołowczyca.
Podczas pracy nad dysertacją prowadził zajęcia w Akademii Marynarki Wojennej w Gdyni na kierunku stosunki międzynarodowe oraz na kierunkach wojskowych. Wykładał również na Akademii Sztuk Pięknych w Gdańsku.
W latach 2016–2020 był związany ze spółką giełdową Energa SA zarządzającą Grupą Energa, gdzie pełnił funkcję Dyrektora Departamentu Marketingu i Komunikacji. W 2020 do maja 2024 pracował jako radca ds. komunikacji w Ambasadzie RP w Waszyngtonie.
Od czerwca 2024 w Kancelarii Prezydenta RP odpowiadał za współpracę głowy państwa z mediami zagranicznymi. 3 lutego 2025 został powołany przez Prezydenta RP Andrzeja Dudę na stanowisko Podsekretarza Stanu – Zastępcy Szefa Biura Polityki Międzynarodowej. 5 sierpnia tego samego roku zakończył pełnienie tej funkcji.
Nikodem Rachoń jest autorem artykułów naukowych z zakresu filozofii oraz publikacji prasowych. Posługuje się językiem angielskim.

## Życie prywatne
Jest żonaty, ma troje dzieci. Jest młodszym bratem Michała Rachonia.

## Odznaczenia
- Komandor Krzyża Uznania (Łotwa, 2025)[7]